# Federico Klein Reidel
Federico Klein Reidel (Coronel, 6 de julio de 1910 - Viña del Mar, 16 de junio de 1998) fue un abogado y diplomático chileno.

## Biografía
- Federico Klein Reidel fue hijo de Elizabeth Reidel y Edmund Klein.
- En 1932 participó en el movimiento político que encabezó Marmaduke Grove, estableciendo la República Socialista.
- El 19 de abril de 1933 fue miembro fundador del Partido Socialista de Chile.
- En 1934 fue abogado defensor de los campamientos de Lonquimay y del Alto Biobío, que se alzaron  por haber sido arrojados de sus tierras.
- De 1953 a 1955, durante el segundo Gobierno de Carlos Ibáñez del Campo, fue embajador en la Ciudad de Guatemala con acreditación ante los gobiernos de Centroamérica y presidente del Instituto Chileno Yugoslavo de Cultura.
- Fue Delegado de Chile a la reunión de la Organización Latinoamericana de Solidaridad en Cienfuegos, Cuba.
- De 1971 al 11 de septiembre de 1973 fue embajador en Bonn.[1][2][3][4]